# Josep Berga i Boix
Josep Berga et Boix , né à La Pinya, hameau de La Vall d'en Bas (Catalogne, Espagne), le 25 octobre 1837 et mort à Olot (Catalogne) le 8 octobre 1914, aussi connu populairement comme l'Avi Berga (le Grand-père Berga), est un peintre paysagiste catalan qui, influencé par l'École de Barbizon, vint fonder ensemble avec son ami Joaquim Vayreda l'École de peinture d'Olot. Il devient professeur de dessin du Centre Artistique, centre de l'école d'Olot, et directeur durant sept ans de l'école de dessin de la même ville. Il est aussi l'auteur de plusieurs publications. Dans une moindre mesure, il se consacre également à la sculpture religieuse au sein de l'entreprise El Arte Cristiano, dont il est gestionnaire depuis sa création en 1880, jusqu'à son départ de la société en 1892.

## Galerie

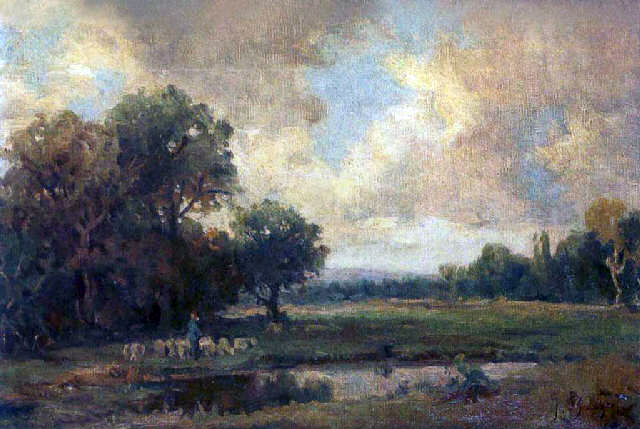
Paysage avec berger et troupeau
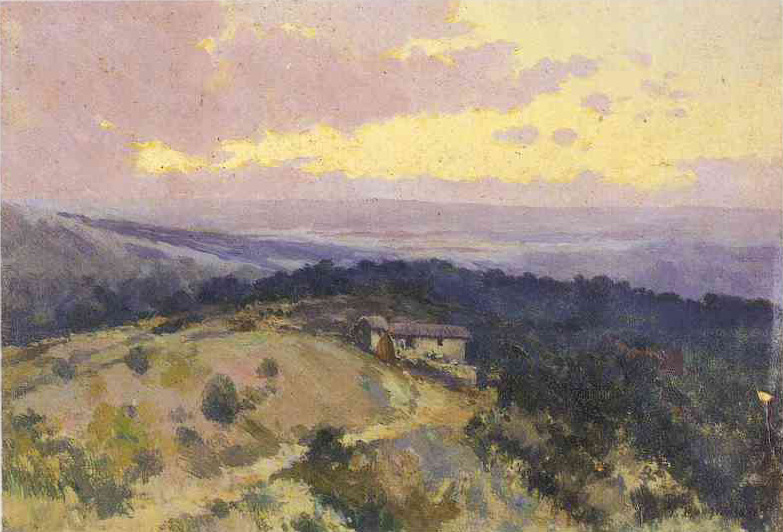
Ciel rouge

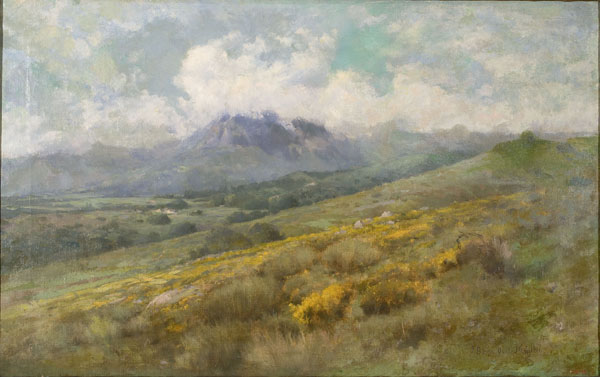
Paysage sans titre
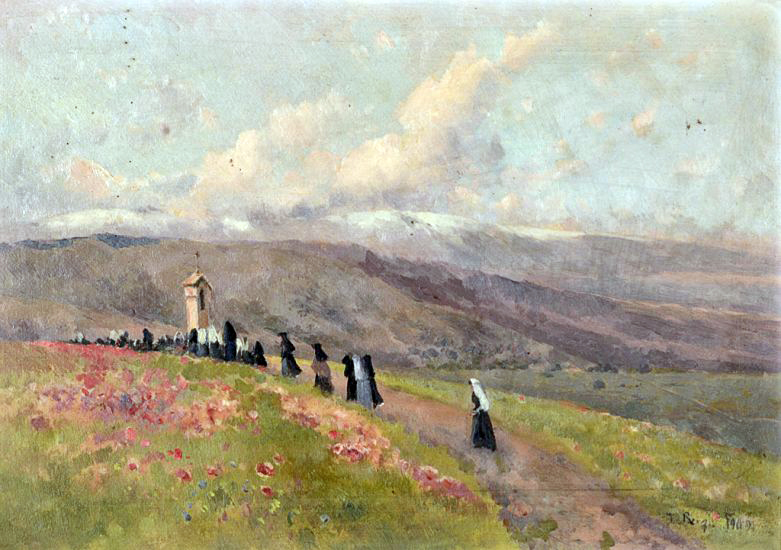
Procession